# Parupeneus posteli
Parupeneus posteli es una especie de peces de la familia Mullidae en el orden de los Perciformes.

## Morfología
• Los machos pueden llegar alcanzar los 15,2 cm de longitud total.

## Distribución geográfica
Se encuentra en la isla de Reunión.

## Hábitat
Es un pez de mar.